# Nehoda není náhoda
Nehoda není náhoda je televizní pořad vysílaný v roce 2019 na TV Barrandov.

## O pořadu
Moderátorem pořadu byl Daniel Rous. Pořad ukazoval záběry českých i zahraničních dopravních nehod, často zachycené palubními kamerami automobilů, a snažil se divákům vysvětlit, proč se nehoda stala a kdo je jejím viníkem. K některým obecnějším tématům se také vyjadřovali i běžní občané, a to pomocí ankety z ulic.
Pořad byl premiérově vysílán na jaře 2019, a to ve středu a v pátek ve večerních hodinách na TV Barrandov.